# Crotalaria pseudotenuirama
Espèce
Synonymes
- Crotalaria hyssopifolia sensu R.Wilczek[1]
- Crotalaria lukomae "sensu R.Wilczek, p.p."[1]

Crotalaria pseudotenuirama est une espèce de plantes à fleurs de la famille des Fabaceae et du genre Crotalaria, présente en Afrique tropicale.

## Description
C'est une herbe annuelle érigée atteignant 20-90 cm de hauteur.

## Distribution
L'espèce est présente en Afrique tropicale, du Sénégal à l'Éthiopie, également vers le sud, en Angola et au Malawi.

## Habitat
Elle se développe dans les prairies humides, les endroits perturbés, les jachères, à une altitude comprise entre 1 000 et 2 700 m.